# 摩貨
摩貨是一種市場投機的行為，正式名稱是以確認人身份轉讓的二手私人住宅或樓花，意思是指確認人與賣家簽訂臨時買賣合約後，在正式簽署樓契及支付餘款前，己將單位的業權轉讓至第三方或第四方或更多參與者。根據市場的動向，摩貨有可能為確認人帶來利潤或虧損，確認人要為此承受一定的風險，不過在市場氣氛轉壞時，摩貨能讓確認人減少損失。